# フランケンシュタインの館

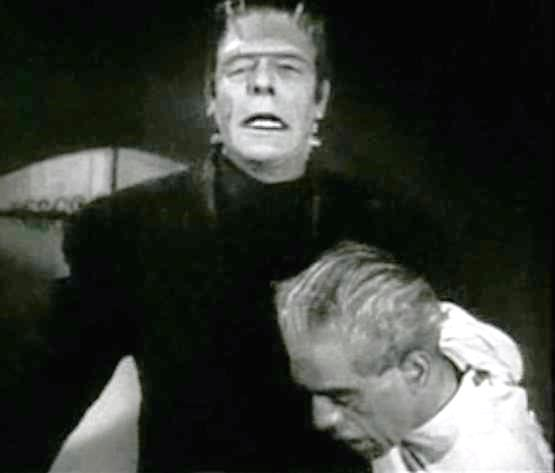
予告編から フランケンシュタインの怪物(グレン・ストレンジ)とニーマン博士(ボリス・カーロフ)

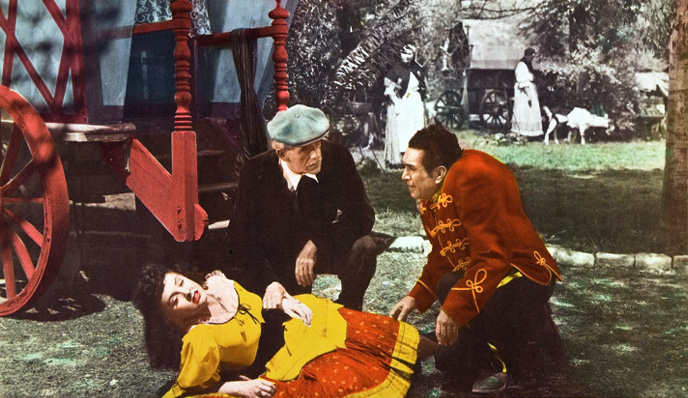
左からエレナ・ベルドゥーゴ、ボリス・カーロフ、J・キャロル・ナイシュ（ロビーカード）

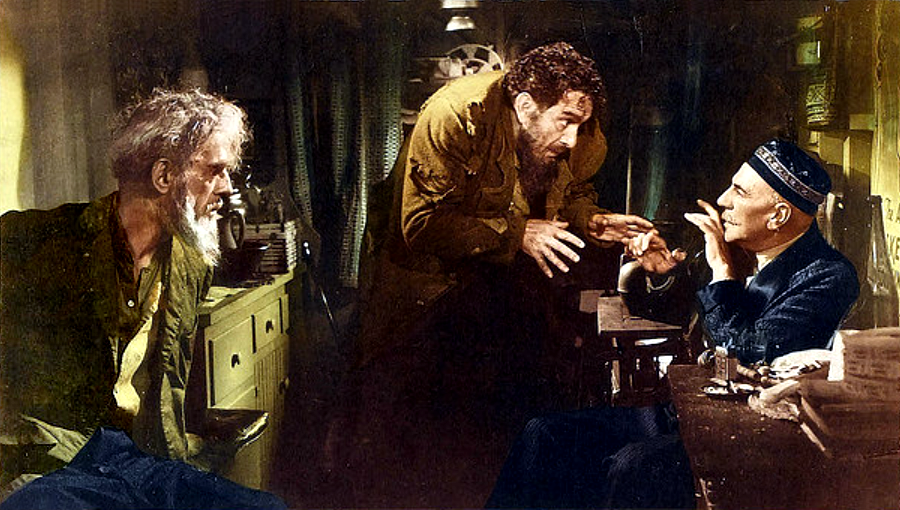
左からボリス・カーロフ、J・キャロル・ナイシュ、ジョージ・ズッコ(ロビーカード)

『フランケンシュタインの館』（フランケンシュタインのやかた、The House of Frankenstein）は、1944年に公開されたアメリカ合衆国のホラー映画。ユニバーサル・ピクチャーズ製作で、主演はボリス・カーロフとロン・チェイニー・ジュニア、監督はアール・C・ケントン、原案はカート・シオドマク。『フランケンシュタインと狼男』および『夜の悪魔』の続編にあたる。マッドサイエンティスト、狼男、ドラキュラ伯爵、せむし男、それにフランケンシュタインの怪物が勢揃いする趣向は、次作『ドラキュラとせむし女』、『凸凹フランケンシュタインの巻』に引き継がれる。

## あらすじ
人間の脳を犬に移植した罪で15年間刑務所に服役していたグスタフ・ニーマン博士は、嵐の夜、せむし男のダニエルとともに脱走する。たまたまカーニバル一座のランピーニ博士が通りかかったので、殺害してなりかわり、自分を告発したフスマンが村長を務めるリーゲルバーグ村に向かう。カーニバルの出し物の中にドラキュラの骸骨があり、その胸に撃ち込まれていた杭を抜くと、ドラキュラ伯爵が蘇る。ドラキュラはニーマン博士の命令に従い、フスマン村長を殺害。さらに、フスマンの息子の嫁リタを連れ去るが、リタの夫とカールの追撃にあい、夜明けの光を浴びて滅びる。
ニーマン博士には自分の研究を完成させるため、フランケンシュタイン博士の研究ノートが必要だった。それを探すため、フランケンシュタイン博士の屋敷跡へ。地下を調べていると、氷漬けになった狼男とフランケンシュタインの怪物を発見。怪物は細胞が損傷を受けて目覚めなかったが、狼男のタルボットは生き返る。タルボットは変身の呪いを治してもらうかわりにフランケンシュタイン博士の研究ノートを探し出す。ニーマンはヴァサリアにある自分の研究所へ向かう。
旅の途中、ダニエルはジプシーの踊り子アランカに恋をし、親方から虐待されている彼女を救う。しかし、アランカは醜いダニエルよりタルボットを好きになってしまう。ダニエルは自分の脳をタルボットに移植してほしいと懇願するが、ニーマン博士はそれを拒否する。
満月の夜、タルボットは狼男に変身して村人を殺してしまう。村人たちは狼男の仕業と気付き、狼男の行方を探していると、誰もいないはずのニーマン博士の研究所で謎の発光現象を目撃する。ニーマン博士はフランケンシュタインの怪物を復活させようとしていた。
狼男に変身したタルボットは、理性を失いアランカに襲いかかる。しかし、アランカは死ぬ直前、銀の銃弾でタルボットを撃ち殺す。アランカの死を悲しむダニエルはニーマン博士を殺そうとする。しかし復活したフランケンシュタインの怪物に窓の外に突き落とされる。
ニーマン博士を抱いて逃げるフランケンシュタインの怪物だが、村人たちに沼地に追われ、最後は博士ともども流砂の中に沈む。

## キャスト
- グスタフ・ニーマン博士：ボリス・カーロフ
- ローレンス・"ラリー"・タルボット：ロン・チェイニー・ジュニア
- ダニエル：J・キャロル・ナイシュ（英語版）
- ドラキュラ：ジョン・キャラダイン
- フランケンシュタインの怪物：グレン・ストレンジ（英語版）
- アランカ：エレナ・ベルドゥーゴ（英語版）
- リタ・フスマン：アン・グウィン（英語版）
- カール・フスマン：ピーター・コー
- アンツ警部：ライオネル・アットウィル（英語版）
- フスマン村長：シグ・ルーマン（英語版）
- ブルーノ・ランピーニ：ジョージ・ズッコ（英語版）
- フェヨス：ウィリアム・エドマンズ（英語版）
- トーベルマン：チャールズ・F・ミラー
- ミューラー：フィリップ・ヴァン・ツァント（英語版）
- ヘルツ：ジュリアス・タネン（英語版）
- マイヤー：ハンス・ハーバート
- ボルン：ディック・ディッキンソン
- ストラウス：マイケル・マーク（英語版）

## 制作
前作『フランケンシュタインと狼男』（1943年）では2大ユニバーサル・モンスターの共演だったが、この映画ではさらにドラキュラとせむし男も加わった。最初の案ではミイラ、類人猿の女（Captive Wild Woman）、The Mad Ghoul、透明人間といった他のユニバーサル・モンスターたちも出る予定だった。ワーキングタイトルには『恐怖の部屋（Chamber of Horrors）』（ランピーニ博士のカーニバルの名称と同じ）、『悪魔の血（The Devil's Brood）』というものがあった。
シリーズのつながりより興行を重視したモンスター大集合路線は、『ドラキュラとせむし女』や『凸凹フランケンシュタインの巻』に受け継がれた。この映画でフランケンシュタインの怪物を演じたのは、これまで西部劇の脇役を演じてきたグレン・ストレンジで、従来の怪物役ボリス・カーロフはマッドサイエンティストに変わった。カーロフはストレンジに演技指導をしたと言われる。
ダニエルが屋根から落ちる時の悲鳴はカーロフの声。『フランケンシュタインの復活』の怪物がイゴールの死体を見つけた時の苦悶の声を再利用した。氷の中と実験室の怪物の顔は『フランケンシュタインの幽霊』の怪物を演じたロン・チェイニー・ジュニアのマスク。
クライマックスの、燃える草の間を逃げ、流砂に沈む怪物はストレンジ本人が演じた。草はタンブルウィードを使い、予想していたより早く火が回ったため、ストレンジはやけどしてしまった。ボリス・カーロフのスタントはキャリー・ロフティンだが、最後の流砂のシーンだけはカーロス。
いくつかのミスが発見されている。ドラキュラが馬車から投げ出された後、落ちていた棺を見下ろすシーンで口ひげの一部が取れている。また、タルボットが最後に狼男に変身するシーンで手に毛が生えていない。
カーロスがユニバーサル・ホラーに出てのはこの作品が最後である。

## 評価
『ニューヨーク・タイムズ』紙のA・H・ウェイラーはこの映画をベーブ・ルースが9人いる野球チームにたとえた。「悲鳴と同じくらい笑いが起きるに違いない」。『バラエティ』誌は「ホラー・マニアのハートを鷲掴み」、ナイシュについては「適役」と評した 。『Harrison's Reports』誌は「軽いホラー映画、怖いというより滑稽。モンスターたちはこれまでやったことを繰り返しているだけなので怖くもなんともない」。